# Джузеппе Греко (футболіст, 1958)
Джузеппе Греко (італ. Giuseppe Greco, нар. 19 березня 1958, Галатіна) — італійський футболіст, що грав на позиції півзахисника. По завершенні ігрової кар'єри — спортивний функціонер.
Виступав, зокрема, за клуби «Торіно» та «Асколі», а також молодіжну збірну Італії.

## Клубна кар'єра
Народився 19 березня 1958 року в місті Галатіна. Вихованець юнацьких команд футбольних клубів «Лечче» та «Торіно». Не пробившись до першої команди туринців, Греко здавався в оренду до нижчолігових клубів «Турріс» та «Асколі». Своєю грою за останню команду привернув увагу представників тренерського штабу клубу «Торіно», до складу якого повернувся 1978 року. Відіграв за туринську команду наступні два сезони своєї ігрової кар'єри.
Протягом 1980—1981 років захищав кольори клубу «Лаціо», після чого повернувся до «Асколі». Цього разу у складі команди став одним із лідерів. Більшість часу, проведеного у складі «Асколі», був основним гравцем команди, а також в оренді грав за «Болонью» та «Матіно». Він став найкращим бомбардиром «Асколі» в сезоні 1982/83 років разом із Вальтером Де Веккі, забивши 7 голів. У тому ж сезоні став найкращим бомбардиром Кубка Італії 1982/83, забивши 9 голів. У 1987 році виграв з командою Кубок Мітропи. Греко зіграв у фіналі з чехословацьким «Богеміансом» (1:0).
Згодом у 1988—1989 роках грав у складі «Потенци», завершивши ігрову кар'єру у команді «Бриндізі», за яку виступав протягом 1989—1990 років.

## Виступи за збірні
1977 року дебютував у складі юнацької збірної Італії (U-20), у її складі був учасником тогорічного молодіжного чемпіонату світу і загалом на юнацькому рівні взяв участь у 3 іграх.
1979 року залучався до складу молодіжної збірної Італії. На молодіжному рівні зіграв у 3 офіційних матчах.

## Титули і досягнення

### Командні
- Володар Кубка Мітропи (1):

«Асколі»: 1986/87

### Особисті
- Найкращий бомбардир Кубка Італії (1): 1982/83 (9 голів)